# Lerissa Henry
Lerissa Henry (* 18. August 1997 in Kolonia) ist eine mikronesische Sprinterin.

## Biografie
Lerissa Henry nahm an den Olympischen Sommerspielen 2016 in Rio de Janeiro teil. Im Rennen über 100 Meter schied sie bereits im Vorlauf aus.